# La leyenda de la serpiente blanca (película de 1956)
La leyenda de la serpiente blanca (en japonés: 白夫人の妖恋, romanizado: Byaku fujin no yōren, lit. 'El amor de la Dama Blanca') es una película japonesa de fantasía romántica de 1956 dirigida por Shirō Toyoda, con efectos especiales de Eiji Tsuburaya.
La película, coproducida por Tōhō y Shaw Brothers, es una adaptación cinematográfica de la leyenda tradicional china La leyenda de la serpiente blanca y de las historias de Fusao Hayashi, Historia de una serpiente blanca y La magia de la mujer blanca.

## Sinopsis
Xu Xian es un joven pobre que vivía junto al lago Oeste. Un día lluvioso, se empapó porque no trajo un paraguas. Bai Niangzi le prestó su paraguas y más tarde le propuso matrimonio. Xu Xian recibió dos paquetes de monedas de plata como dinero para los preparativos de la boda. Cuando los abrió, descubrió que la plata era robada. Tras ser acusado de un delito, Xu Xian fue azotado y enviado a prisión en Suzhou. Afortunadamente, su cuñado gastó dinero para salvarle de la cárcel. Xu Xian trabajaba en una posada en Suzhou y Bai Niangzi lo siguió allí para expresar sus verdaderos sentimientos y buscar su perdón. Más tarde, los dos vivieron felices juntos.
Un día, un sacerdote taoísta de Maoshan advirtió a Xu Xian que había sido hechizado por un demonio y que su esposa era el espíritu de la Serpiente Blanca. Bai Niangzi castigó al sacerdote taoísta. Más tarde, ella reveló su verdadera forma después de beber vino de rejalgar en el Festival del Bote del Dragón, lo que asustó a Xu Xian hasta la muerte. Bai Niangzi obtuvo el elixir de la vida, pero Xu Xian, debido a la instigación del sacerdote taoísta, no confió en Bai Niangzi y huyó a Fahai en busca de refugio. Bai Niangzi y Xiaoqing usaron su magia para inundar el Templo Jinshan. Bai Niangzi estaba exhausto. Al final, Xu Xian de repente se dio cuenta de la verdad y se suicidó, reuniéndose con Bai Niangzi en el cielo.

## Reparto
- Ryō Ikebe como Xu Xian, el joven
- Shirley Yamaguchi como Bai Niang (Dama Blanca)
- Kaoru Yachigusa como Xiao-Qing, el sirviente de Bai-niang, la serpiente verde
- Musei Tokugawa como el monje taoísta egoísta
- Kichijiro Ueda como Wang Ming, el prestamista
- Nijiko Kiyokawa
- Haruo Tanaka
- Eijirō Tōno
- Yoshio Kosugi como líder de la guardia
- Akira Tani
- Ikio Sawamura como un guardia
- Bokuzen Hidari

## Estreno y recepción
La leyenda de la serpiente blanca se distribuyó en cines en Japón como Byaku fujin no yoren, donde recibió un estreno itinerante en cines el 22 de junio de 1956. La película se estrenó en Hong Kong como Pai-she Chuan en 1956 y en los Estados Unidos como Madame White Snake por Toho International con subtítulos en inglés en 1965.
Mitsuo Miura ganó el premio a la Mejor Fotografía en el Mainichi Film Concours por el trabajo realizado en La leyenda de la serpiente blanca y Un gato, Shozo y dos mujeres. En el sexto Festival Internacional de Cine de Berlín, ganó el premio Mención de Honor (Color).